# Ferran de Bulgària
Ferran de Bulgària (Viena, 26 de febrer de 1861 - Bürglaß-Schlösschen, Coburg, 10 de setembre de 1948) fou príncep de Saxònia-Coburg Gotha i duc a Saxònia nascut amb el tractament d'altesa sereníssima arribà a ocupar el tron de Bulgària després del cop d'estat prorús en contra del príncep Alexandre de Battenberg.

## Família

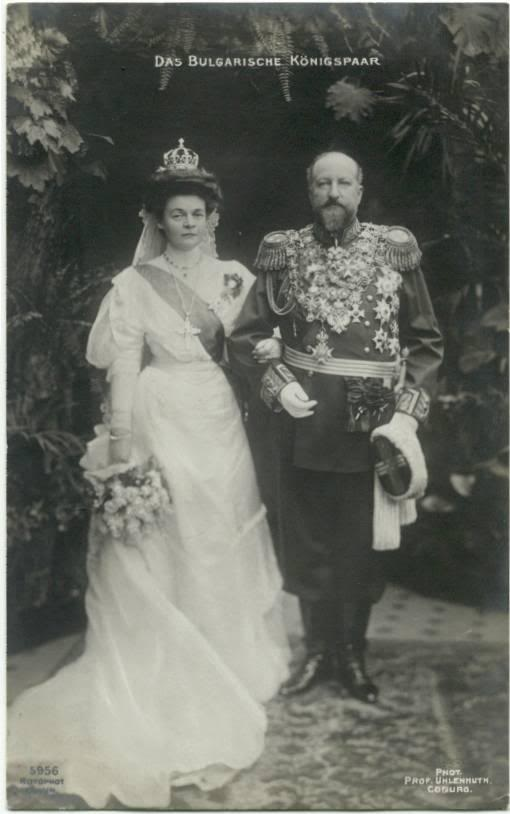
El rei Ferran I de Bulgària i la seva segona muller, la princesa Elionor de Reuss-Kröstritz

Nascut el 1861 a Viena, el príncep era fill del príncep August de Saxònia-Coburg Gotha i de la princesa Clementina d'Orleans. Ferran era net del príncep Ferran de Saxònia-Coburg Gotha i de la princesa Antònia de Kohary per part de pare mentre que per part de mare ho era del rei Lluís Felip I de França i de la princesa Maria Amèlia de Borbó-Dues Sicílies. La branca de la famíla Coburg a la qual pertanyia el príncep Ferran s'havia convertit al catolicisme arran del casament del seu avi amb la princesa Kohary membre d'una de les famílies més riques i importants de l'alta noblesa hongaresa.
Tot i les preferències evident del rei pels homes atractius i rossos, Ferran es casà amb la princesa Maria Lluïsa de Borbó-Parma. Maria Lluïsa era filla del duc Robert I de Parma i de la princesa Maria Pia de Borbó-Dues Sicílies. La parella va tenir quatre fills:
- SM el tsar Boris III de Bulgària, nascut e Sofia el 1894 i mort en un accident automobilístic el 1943. Es casà amb la princesa Joana d'Itàlia.
- SAR el príncep Kyrill de Bulgària, nascut el 1895 a Sofia i assassinat pels soviètics el 1945 a Sofia.
- SAR la princesa Euxònia de Bulgària, nascuda el 1898 a Sofia i morta el 1985.
- SAR la princesa Nadejna de Bulgària, nascuda el 1899 a Sofia i morta el 1958. Es casà amb el duc Albert de Württemberg.

A la mort de la princesa Maria Lluïsa el 31 de gener de l'any 1899, el rei es casà amb la princesa Elionor de Reuss-Kröstritz el dia 28 de febrer de l'any 1908.

## Regència
El 7 de juliol de l'any 1887 Ferran fou elegit com a príncep regent de Bulgària en substitució del príncep Alexandre de Battenberg que havia estat derrocat per un cop d'estat prorús l'any anterior, el 1886.
Els primers anys de regnat no foren fàcils per Ferran, la política interna del país era dominada pel líder del partit liberal, Stèfan Stambolov la política exterior del qual va venir marcada per un refredament de les relacions búlgares amb Rússia, antic protector del país.
La bisexualitat del rei era ben coneguda i explicitada pels cercles diplomàtics europeus. Les seves estades regulars a Capri, llavors famosa per ser un lloc d'estiueig d'homosexuals rics, eren ben conegudes a totes les cancelleries europees. Esdevingué un costum que totes les visites d'alts dignataris que es disputaven el favor de Bulgària anessin acompanyats d'un atractiu jove. És conegut que en ocasió de l'esclat de la Primera Guerra Mundial, el ministre de la guerra búlgar es dirigí al quarter general del rei per tal de consultar-li un tema militar urgent, descobrint que el rei havia marxat a un pícnic amb un jove home que havia acabat de conèixer.

## Reconciliació amb Rússia
La caiguda de Stambolov el maig de 1894 i el seu assassinat l'any 1895 van permetre la reconciliació entre Bulgària i Rússia evidenciada el febrer de 1896 amb la conversió del príncep hereu Boris del catolicisme a l'església ortodoxa russa.
Ferran esdevingué tsar de Bulgària arran de la declaració d'independència del país efectuada el 5 d'octubre de 1908. La declaració d'independència fou proclamada a l'església dels quaranta màrtirs de Tirnovo.

## Guerra
Les guerres balcàniques de 1912 i 1913 i la posterior Primera Guerra Mundial provocà una sensible reducció de les fronteres de Bulgària. L'any 1918 es consolidà la pèrdua de la sortida directa al mar Egeu a través de la Tràcia Oriental en favor de Grècia. Les diferents campanyes de la Primera Guerra Mundial es concentraren a ajudar els austríacs a l'ocupació de Sèrbia la qual cosa li significà apoderar-se de Macedònia. Ara bé, a mesura que la guerra avançada l'exèrcit búlgar hagué de fer accions més de defensa a conseqüència de les tropes aliades estacionades a Grècia que atacaven el front austrobúlgar situat a Macedònia.
L'any 1918 Bulgària firmava l'armistici consolidant les pèrdues tant al sud com a l'oest del país però aconseguint mantenir un petit territori al nord conquerit a Romania durant la guerra. El 3 d'octubre de 1918 el rei abdicava en favor del seu fill, el tsar Boris III de Bulgària, essent l'únic estat perdedor de la Primera Guerra Mundial que mantingué la monarquia com a règim d'estat.
Ferran morí al Bürglaß-Schlösschen el 1948 a Coburg (ciutat d'Alemanya). Fou enterrat a la mateixa ciutat a l'Església catòlica de Sant Agustí.